# (32460) 2000 SY92
2000 SY92 (asteroide 32460) é um asteroide da cintura principal. Possui uma excentricidade de 0.30833430 e uma inclinação de 10.99584º.
Este asteroide foi descoberto no dia 23 de setembro de 2000 por LINEAR em Socorro.